# Ferdinand Schaal
Ferdinand Karl Erwin Schaal (Braunschweig, 7 febbraio 1889 – Baden-Baden, 9 ottobre 1962) è stato un generale tedesco durante la seconda guerra mondiale.

## Biografia
Schaal comandò la 10. Panzer-Division durante la Campagna di Polonia, durante la Battaglia di Calais, nella Campagna di Francia e nell'Operazione Barbarossa.
Comandò anche il LVI. Panzerkorps fino al 1943, quando fu nominato comandante in capo della Wehrmacht nel Protettorato di Boemia e Moravia
Schaal fu coinvolto nell'Attentato a Hitler del 20 luglio 1944 e per la sua partecipazione a tale cospirazione fu imprigionato fino alla fine della guerra, diversamente dagli altri congiurati non fu giustiziato e riuscì a sopravvivere alla guerra.